# Sint-Petruskerk (Gingelom)

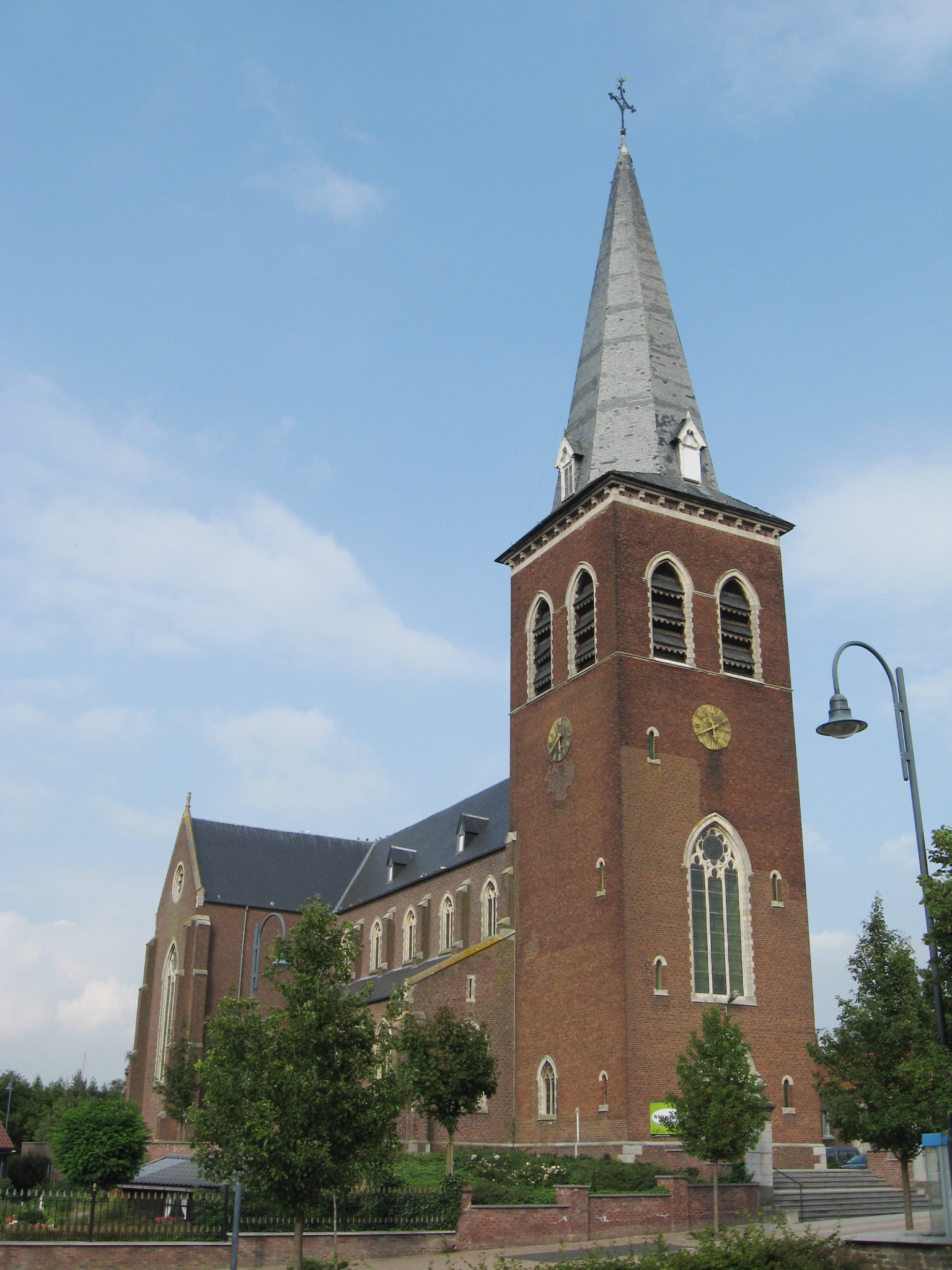
Sint-Pieterskerk

De Sint-Petruskerk is de parochiekerk van Gingelom, gelegen aan de Sint-Pieterstraat 2.
Deze kerk werd ontworpen door Edmund Serrure jr. en gebouwd in 1891-1892. In 1901 waaide de spits van de voorgebouwde westtoren eraf, en een nieuwe, achtkante, spits werd aangebracht.
Het is een neogotische kruisbasiliek, gebouwd in baksteen met toepassing van kalksteen voor de omlijstingen.
Théodore Schaepkens vervaardigde de Kruiswegstaties, welke dateren uit de tijd van de bouw, evenals het hoofdaltaar, de zijaltaren, de preekstoel en de communiebank. De biechtstoelen zijn 18e-eeuws.
De kerk bezit een 16e-eeuws Onze-Lieve-Vrouwebeeld met Kind in gepolychromeerd hout. Ook bezit de kerk een 13e-eeuws Romaans doopvont.